# くいーん
『くいーん』は、1980年から2003年に隔月刊で発行されていたアマチュアの女装愛好者向け雑誌。編集はアント企画、発行はアント商事。

## 経緯
エリザベス会館の広報誌
アント商事は、もともと女性下着の通信販売などをしていた会社だが、申込者に女装愛好家が多かったことから、1979年（昭和54年）、東京・神田に日本初の商業女装クラブ「エリザベス会館」をオープンする。『くいーん』誌は、翌年、そのエリザベス会館の広報誌的な位置づけで創刊されたもの。エリザベス会館で販売されるだけでなく、全国流通された。とはいえ、一般の書籍取次ルートではなく、いわゆるビニ本などのルートでの出版だったことから、販路は全国の成人向け書店や「大人のおもちゃ」の店などが主だった。
誌名は「エリザベス」からの連想であり、また、英語の“queen”に「ゲイの女役」の意があることから付けられたと思われる。表紙などには『くい～ん』と、「ー」でなく「～」を使った表記がされていた。途中から誌名表記は「QUEEN」と英字になったが、その際も「くい～ん」と併記されていた。

## 内容
定価は創刊当初は2500円、その後も3000円～4000円と、雑誌としてはけっして安くなかったが、インターネットなどがなく、女装の情報取得や愛好者同士の交流がむずかしかった当時、それなりに多くの購読者があったと思われる。そんなこともあり、各号後半1/3～1/4が、読者からの「求友メッセージ」（文通交際欄）で構成され、それがひとつ売り物ともなっていた。
その他の内容としては、巻頭のアマチュア女装者を起用した女装グラビアの他、化粧やファッションなど女装に関するテクニックの紹介、国内のみならず海外にまで取材した女装者ルポ、女装に関する歴史や社会学・心理学的な考察まで、大まじめに「女装」という事象を探究したものとなっていた。
全日本女装写真コンテスト
1984年から年一度、「全日本女装写真コンテスト」が誌上開催され、唯一の全国規模の女装者ミスコンとして、最盛期には200人以上の参加者が集まり、毎年、熱く華麗な「女の闘い」が繰り広げられた。
部数低迷で廃刊へ
しかし、1990年代の中盤からは、いわゆるニューハーフなどプロを起用した雑誌が何誌か創刊され、女装グラビア誌としての需要はそちらに奪われ、一方で、インターネットの普及により、女装の情報交換や交友といったニーズはそちらに取って代わられるようになり、誌面も精彩を欠くものとなっていった。ほぼ毎号、同誌に連載小説を書いていた前橋梨乃が、発表の場をウェブに移したのも、その象徴的な出来事だといえるだろう。その結果、発行部数も減り、2003年には廃刊となる。
20年以上にわたる同誌の編集は、ほぼ一人の女性編集者（石川みどり）によってなされていた。そのことは同誌にある種の客観性を持たせたのではないかという指摘がある一方、性的マイノリティの当事者性を重視する立場から、女性が女装コミュニティに関わるのはある種の越権であり、本来、女装男性当事者によって担われなければならなかったという声もある。

## バックナンバー
- 76号　表紙「岡野香奈」／『第1回読者セミナー・懇親パーティリポート』、『カリフォニアTS日記』ほか
- 75号　表紙「浜田絵里」／『女性下着マニュアル図鑑』、『セルフメイク必勝法（中編）』ほか
- 74号　表紙「綾野純子」／『優形愛インタビュー』、『第9回女装写真コンテスト受賞者発表』ほか
- 69号　表紙「秋月菜苗」／『TSTV座談会』、『TVのための着こなし大図鑑（後編）』ほか